# Hunstrup Sogn
 Ikke at forveksle med Hundstrup Sogn.
Hunstrup Sogn er et sogn i Thisted Provsti (Aalborg Stift).
I 1800-tallet var Østerild Sogn og Hjardemål Sogn annekser til Hunstrup Sogn. Alle 3 sogne hørte til Hillerslev Herred i Thisted Amt, og de har udgjort en sognekommune. Men Hunstrup var en selvstændig sognekommune, da den ved kommunalreformen i 1970 blev indlemmet i Thisted Kommune.
I Hunstrup Sogn ligger Hunstrup Kirke.
I sognet findes følgende autoriserede stednavne:
- Abildkær (areal)
- Grønbjerg (bebyggelse)
- Hunstrup (bebyggelse, ejerlav)
- Højbro (bebyggelse)
- Klastrup (bebyggelse, ejerlav)
- Kløv (bebyggelse, ejerlav)
- Kløv Kær (bebyggelse)
- Kølbygårds Mark (bebyggelse)
- Lønnerup (bebyggelse, ejerlav)
- Mærkedal (bebyggelse)
- Ny Kløv (bebyggelse)
- Tagmark (areal)
- Tangrimme (bebyggelse)